# Кальвизано
Кальвизано (итал. Calvisano, ломб. Calvizà) — коммуна в Италии, в провинции Брешиа области Ломбардия.
Население составляет 7906 человек (на 2004 г.), плотность населения составляет 164 чел./км². Занимает площадь 45 км². Почтовый индекс — 25012. Телефонный код — 030.
Покровителями коммуны почитаются святой Сильвестр, папа Римский, праздник ежегодно празднуется 31 декабря, а также Beata Cristina, праздник ежегодно празднуется 14 февраля.